# كشاف موضعي
المِنْوار أو الكشاف الموضعي هو جهاز يحتوي على مصدر شديد الإضاءة (عادةً مايكون المصدر مصباح قوسي) مع عاكس مكافئ ليقذف شعاع ضوئي قوي لأشعة متوازية تقريباً في اتجاه معين، غالباً يركب على طريقة تسمح له بالالتفاف.

## الاستخدام العسكري
أول استخدام للكاشفات الموضعية كانت باستخدام تقنية المصابيح القوسية، وقد حدث ذلك خلال حصار باريس في الحرب الفرنسية البروسية[1]. حيث استخدمت البحرية الملكية البريطانية الكشافات الموضعية في عام 1882م لمنع القوات المصرية من تحريك البطاريات المدفعية في الإسكندرية. لاحقاً في نفس السنة، هبطت القوات الفرنسية والبريطانية تحت أضواء الكشافات الموضعية.
بحلول عام 1907م عرفت الأهمية البالغة للكشافات الموضعية. واحداً من هذه الأهميات المعروفة حديثاً مساعدة هجمات الزوارق، بإعماء طاقم رمي البنادق. استخدامات أخرى منها  الكشف عن سفن العدو من مسافات بعيدة، وأيضاً كأجهزة إنذار، ولمساعدة ترتيب ونزول الجنود. تستخدم الكاشفات الموضعية أيضاً بواسطة البوارج وأيضاً سفن رئيسية لتحديد الزوارق المهاجمة، وايضاً تمت تركيبها على العديد من البطاريات المدفعية الساحلية لمساعدة المعارك الليلية. وقد تم استخدامها في الحرب الروسية اليابانية من 1904-1905 م 

## الاستخدام غير العسكري
تستخدم الكاشفات الموضعية حالياً في الإعلانات، المعارض والتجمعات، المهرجانات ومناسبات عامة أخرى. كان استخدامهم شائعاً في عروض الأفلام الجديدة; ويمكن ايضاً رؤية الكاشفات الموضعية مستخدمةً في شعار تونتيث سينتشوري فوكس، وأيضاً شبكة فوكس التلفزيونية. أقوى شعاع لكاشف ضوئي يشع من فوق المبنى الهرمي المسمى الأقصر لاس فيجاس، حيث يتركز حوالي 13,650,000 لومن من مصابيح الزيونون بقوة 39 7 كيلوواط إلى شعاع بمقياس 9,129,000,000 شمعة 